# Andre Luiz de Souza Silva
Andre Luiz de Souza Silva (17 de septiembre de 1974) es un exfutbolista brasileño que se desempeñaba como centrocampista.
Jugó para clubes como el Consadole Sapporo, Kyoto Purple Sanga, Sagan Tosu, Ventforet Kofu, Mito HollyHock y Zweigen Kanazawa.

## Trayectoria

### Clubes
| Club               | País   | Año         |
| ------------------ | ------ | ----------- |
| Goytacaz           | Brasil | 1996        |
| Americano          | Brasil | 1997        |
| União São João     | Brasil | 1998        |
| Consadole Sapporo  | Japón  | 1999 - 2002 |
| Kyoto Purple Sanga | Japón  | 2003 - 2004 |
| Sagan Tosu         | Japón  | 2005        |
| Ventforet Kofu     | Japón  | 2006        |
| Mito HollyHock     | Japón  | 2007 - 2008 |
| Zweigen Kanazawa   | Japón  | 2009        |